# Petre Roșca
Petre Roșca   (Ploiești, 22 d'octubre de 1922 - març 1981) fou un genet romanès, guanyador d'una medalla olímpica.
El 1980 va prendre part en els Jocs Olímpics d'Estiu de Moscou, on va disputar dues proves del programa d'hípica amb el cavall Derbist. En la prova de doma per equips, junt a Anghelache Donescu i Dumitru Velicu, va guanyar la medalla de bronze, mentre en la prova de doma individual fou onzè.